# 巴洛克时期歌剧
巴洛克时期是歌剧藝術發展的重要階段，雖然在此之前已有歌劇出現，但至此有較大的發展，成為後來古典時期歌劇的基礎，17世紀義大利作曲家克劳迪奥·蒙特威尔地被稱作「歌劇改革之父」，尤其對該時期的歌劇發展影響很大。
該時期的歌劇作曲家主要有：
意大利：
- 克劳迪奥·蒙特威尔地（Claudio Monteverdi, 1567-1643）
- 弗朗切斯科·卡瓦利（Francesco Cavalli, 1602-1676）
- 亚历山德罗·斯卡拉蒂（Alessandro Scarlatti, 1660-1725）
- 安东尼奥·维瓦尔第（Antonio Vivaldi, 1678-1741）
- 乔瓦尼·巴蒂斯塔·佩尔戈莱西（Giovanni Battista Pergolesi, 1710-1736）

德國：
- 格奥尔格·弗里德里希·亨德尔（George Frideric Handel, 1685-1759）
- 格奥尔格·菲利普·特勒曼（Georg Philipp Telemann, 1681-1767）

法國：
- 让-巴蒂斯特·吕里（Jean-Baptiste Lully, 1632-1687）
- 让-菲利普·拉莫（Jean-Philippe Rameau, 1683-1764）

英國：
- 亨利·普赛尔（Henry Purcell, 1659-1695）